# Дракула — батько і син
«Дракула — батько і син» (фр. Dracula père et fils) — французька комедія 1976 року.

## Сюжет
Дракула колись піймався на чарівність однієї зі своїх жертв і вона народила від нього сина Фердинанда, сором'язливого і доброго. Але він не кусає людей, оскільки не хоче завдавати їм болю. Під впливом народної демократії Дракулі доводиться іммігрувати з Румунії. В Англії батько стає зіркою фільмів жахів, а Фердинанд живе у Франції й працює нічним сторожем в морзі. На прем'єрі однієї з картин батько і син знову зустрічаються, однак це призводить лише до відновлення давнього конфлікту між ними. Цього разу причиною сімейних негараздів є жінка, в яку одночасно закохуються обидва Дракули.

## У ролях
| Актор           | Роль              |
| --------------- | ----------------- |
| Крістофер Лі    | Дракула           |
| Бернар Менез    | Фердинанд         |
| Марі-Елен Брейя | Ніколь Климент    |
| Катрін Брейя    | Херміні Поітевін  |
| Мустафа Далі    | Халеб             |
| Бернар Алан     | Жан               |
| Клод Женіа      | Маргарита         |
| Жан-Клод Дофен  | Крістіан Поланскі |
| Анна Гаель      | міс Гейлор        |